# Køn, gender museum Danmark

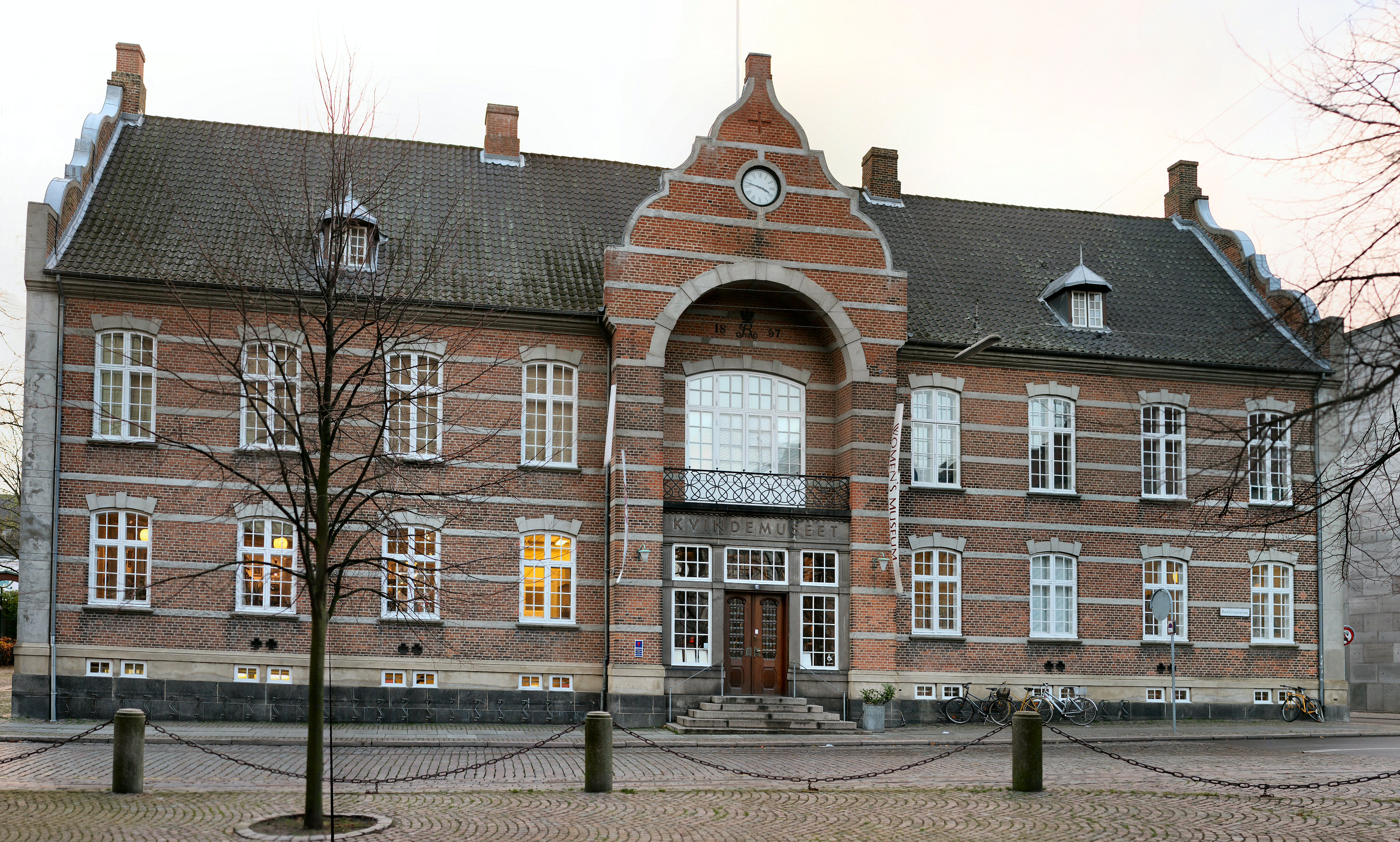
Århus gamle rådhus

Køn, gender museum Danmark, tidigare Kvindemuseet i Danmark är ett privat danskt kulturhistoriskt museum i Århus, som behandlar kvinnors liv och verksamhet samt tar upp genusproblemtik, kropp och sexualitet.
Kvindemuseet i Danmark startade i oktober 1982 som en ideell förening med det dubbla syftet att bygga upp ett kvinnomuseum och att skapa arbetstillfällen för kvinnor. Museet invigdes 1984 och har varje år fyra–sex tillfälliga utställningar. Dess första chef var Jette Sandahl.
Museet har sedan 1991 ställning som ett statsstött nationellt specialmuseum för samtida kvinnlig samtidskulturhistoria.

## Byggnaden
Kvindemuseet är inrymt i Århus gamle rådhus, som ritade 1857 av Ferdinand Thielemann. Huset har senare använts som polishus 1941–1984. Byggnaden i nyrenässans är sedan 1996 k-märkt.